# Peter Markowich
Peter Alexander Markowich (Viena, 16 de dezembro de 1956) é um matemático austríaco. É professor de análise aplicada na Faculdade de Matemática da Universidade de Viena e professor de matemática aplicada da Universidade de Cambridge.
Sua área de especialidade é a análise de equações diferenciais parciais, sendo seu trabalho aplicado em diversas áreas aplicadas da engenharia e das ciências naturais, desde a mecânica quântica até o processamento de imagem.
Markowich estudou na Universidade Técnica de Viena, onde obteve um doutorado em 1980, orientado por Richard Weiss. Ocupou então cargos acadêmicos na Universidade de Wisconsin-Madison, Universidade do Texas em Austin, École polytechnique em Paris, Universidade Técnica de Berlim, Universidade Purdue e Universidade de Linz.
Em 2000 ganhou o Prêmio Wittgenstein do Fonds zur Förderung der wissenschaftlichen Forschung.
Dentre seus orientados constam Carola-Bibiane Schönlieb e Ansgar Jüngel.

## Publicações
- Applied partial differential equations: a visual approach, Berlim: Springer, 2007, ISBN 9783540346456
- On singular limits of mean-field equations, com outros, Kaiserslautern: Technische Universität, 2000
- Applied Partial Differential Equations, Nova Iorque: Springer US, 1998, ISBN 9781468405330
- The stationary semiconductor device equations, Viena: Springer, ISBN 9783211818923